# Немиє-Зомбкі
Немиє-Зомбкі (пол. Niemyje-Ząbki) — село в Польщі, у гміні Рудка Більського повіту Підляського воєводства.
Населення — 89 осіб (2011).
У 1975-1998 роках село належало до Білостоцького воєводства.

## Демографія
Демографічна структура станом на 31 березня 2011 року:
|          | Загалом | Допрацездатний вік | Працездатний вік | Постпрацездатний вік |
| -------- | ------- | ------------------ | ---------------- | -------------------- |
| Чоловіки | 46      | 14                 | 26               | 6                    |
| Жінки    | 43      | 14                 | 19               | 10                   |
| Разом    | 89      | 28                 | 45               | 16                   |